# Фонтаны Рима (симфоническая поэма)
Фонтаны Рима (итал. Fontane di Roma), P 106 ― симфоническая поэма Отторино Респиги, написанная в 1916 году. Произведение было впервые исполнено 11 марта 1917 года и опубликовано издательством Casa Ricordi в 1918 году.

## Структура

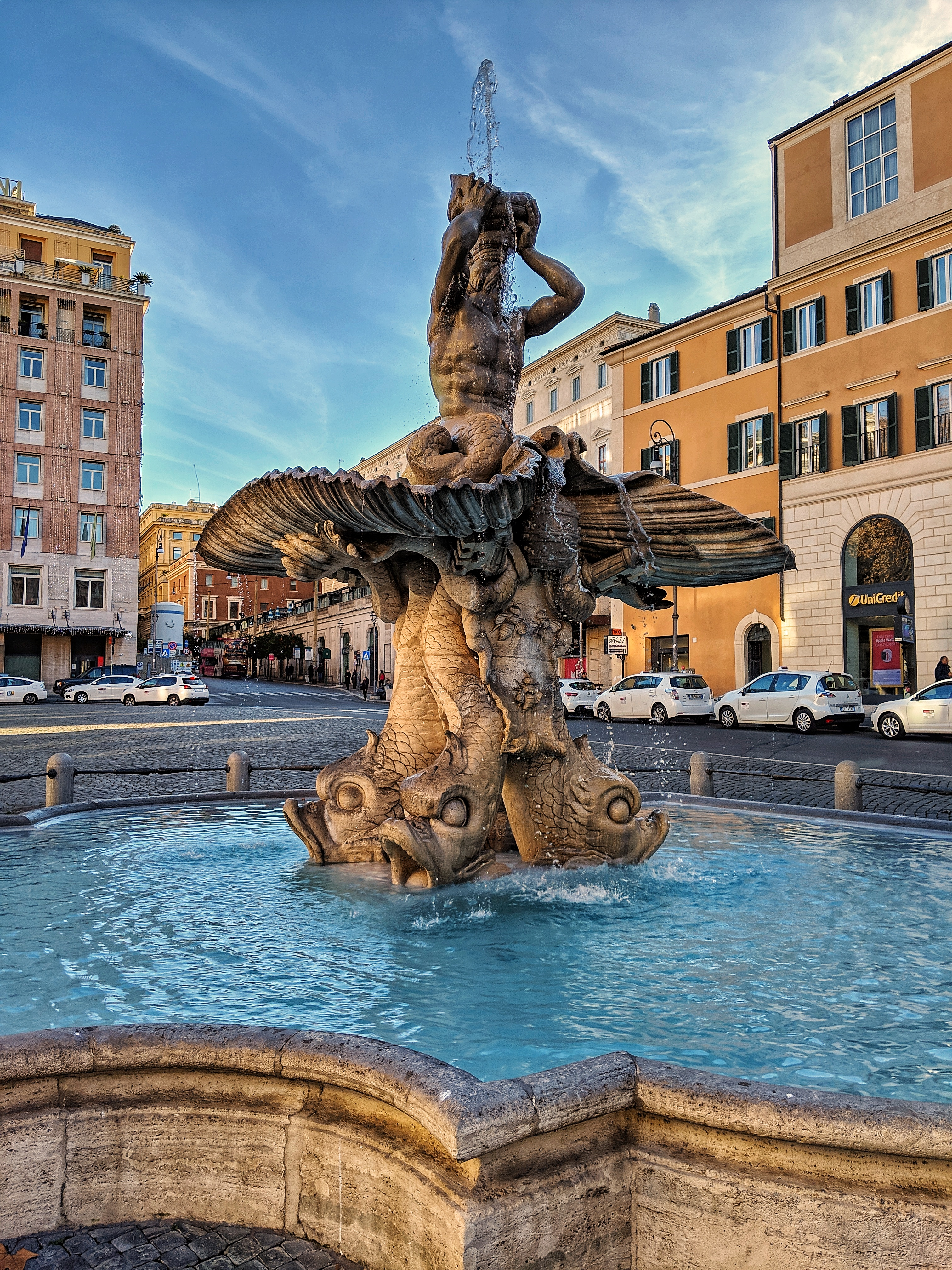
Фонтан Тритона

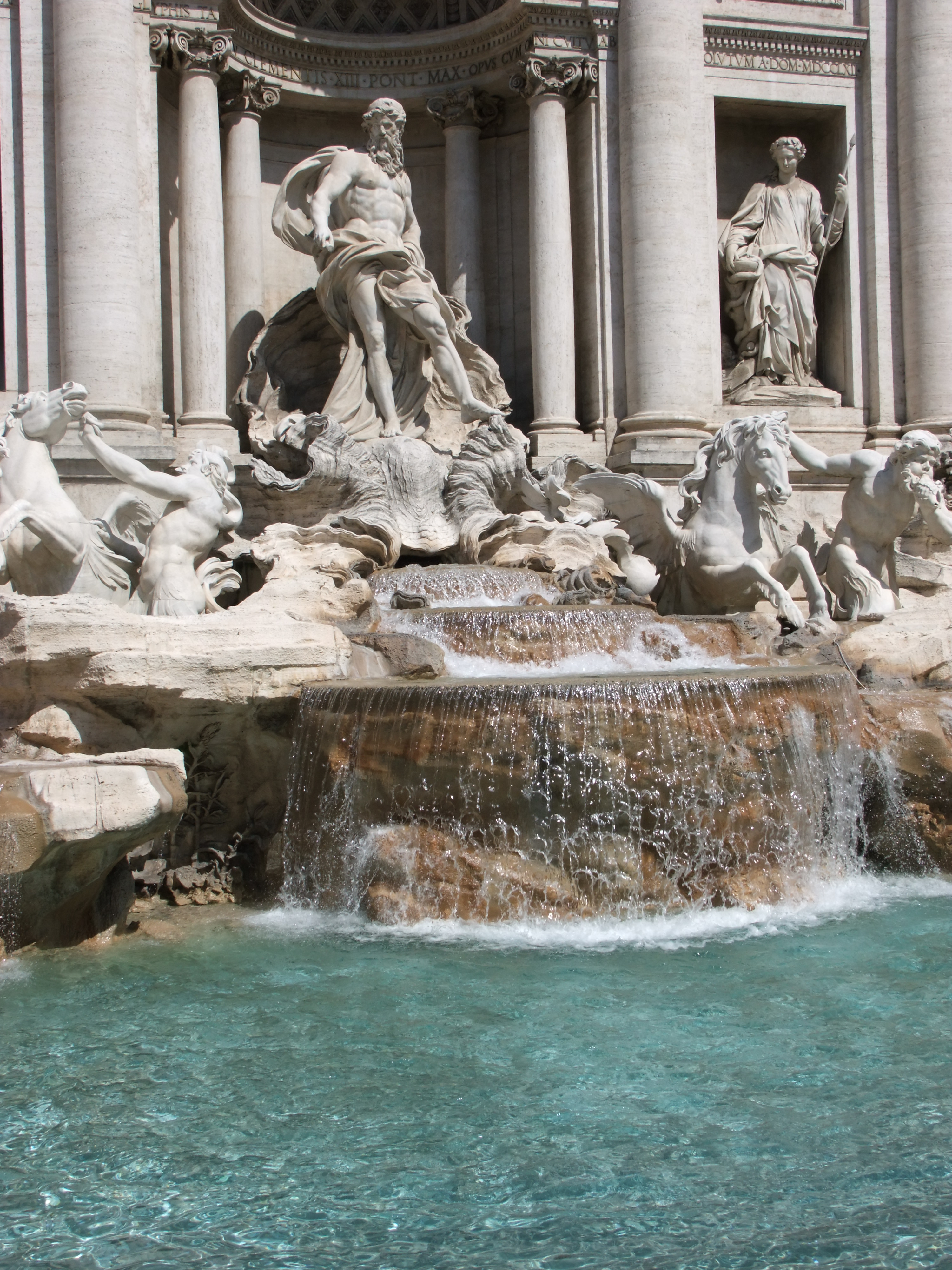
Фонтан Треви

В поэме четыре части. Каждая часть изображает обстановку у одного из римских фонтанов в разное время дня.
- 1. Фонтан Валле-Джулия на рассвете

- 2. Фонтан Тритона утром

- 3. Фонтан Треви в полдень

- 4. Фонтан Вилла Медичи на закате

## Исполнительский состав
- Деревянные духовые: пикколо, 2 флейты, 2 гобоя, английский рожок, 2 кларнета, бас-кларнет, 2 фагота
- Медные духовые: 4 валторны, 3 трубы, 3 тромбона, туба.
- Ударные: литавры, тарелки, треугольник, колокол, колокольчики.
- Клавишные: орган (импровизированный), фортепиано, челеста.
- Струнные: 2 арфы, скрипки (I и II), альты, виолончели, контрабасы.

Также поэма была переложена автором для фортепиано (в четыре руки).